# Сталь (Макіївка)
ЖФК «Сталь» Макіївка — український жіночий футбольний клуб з міста Макіївка, на сході країни. У 1994—1997 році виступав у Вищій лізі України.

## Хронологія назв
- 1994: ЖФК «Сталь» (Макіївка)
- 1997: ЖФК «Сталь-Ніка-ММК» (Макіївка)
- 1997: клуб розформовано

## Історія
Футбольний клуб «Сталь» заснований у 1994 році. 
Команда базувалась у місті Макіївка, що на Донеччині та представляла місцевий металургійний комбінат. 
Домашні матчі клуб проводив на стадіоні «Авангард», який вміщував 5 400 глядачів.
У сезоні 1994 року жіноча футбольна команда дебютувала у вищій лізі України, де в кінці сезону у підсумковій таблиці посіла п'яте місце. 
Свого найбільшого успіху в історії «Сталь» досягла в сезоні 1996 року. Боротьбу за бронзовий комплект нагород до останніх турів макіївчанкам нав'язувала одеська команда «Чорноморочка», але призове третє місце в чемпіонаті посіла все ж таки саме «Сталь». 
У сезоні 1997 року клуб виступав під новою спонсорською назвою —  «Сталь-Ніка-ММК». 
Одразу ж після закінчення сезону з фінансових причин клуб було розформовано.

## Клубні кольори
Клубні кольори — помаранчевий та чорний. Футболістки зазвичай грали свої домашні матчі в помаранчевих майках, чорних шортах та чорних шкарпетках.
| Помаранчевий | Чорний |

## Досягнення
- Вища ліга України
  -  Бронзовий призер (1): 1996

- Кубок України
  - 1/2 фіналу (1): 1995